# MV Pasha Bulker
Le Pasha Bulker est un vraquier construit en 2006 par les chantiers Sasebo Heavy Industries de Sasebo pour la compagnie Wealth Line. Il s’échoue sur Nobbys Beach à Newcastle en Australie le 8 juin 2007. Renfloué, il est réparé et remis en service puis vendu à la compagnie Fukujin Kisen Ochi qui le renomme Drake.

## Histoire
Le Pasha Bulker est un vraquier construit en 2006 par les chantiers Sasebo Heavy Industries de Sasebo pour la compagnie Wealth Line. Il est mis en service en août 2006 pour la compagnie Lauritzen Bulkers Shipping, filiale de la compagnie sus-citée. Le 8 juin 2007, il s’échoue sur Nobbys Beach à Newcastle.

### L’accident
Le 8 juin 2007, alors que le Pasha Bulker est à l’ancre, il est poussé par une violente tempête et s’échoue sur Nobbys Beach à Newcastle. Après deux tentatives ratées, il est renfloué le 2 juillet 2007.

### Après l’accident
Après le renflouement du navire, la question de savoir qui allait payer est apparu. Le 4 juillet 2007, l’armateur annonce qu’il va payer le coût total de la récupération selon les conventions internationales. Le navire est remorqué dans le port de Newcastle où des réparations mineures sont réalisées, pendant que l’armateur choisit le lieu où le navire va être réparé. En juillet 2008, les coûts de récupération, élevés à 1 800 000 $, sont entièrement payés par l’affréteur.
Le gouvernement de Nouvelle-Galles du Sud n’a pas porté plainte contre le capitaine, car la négligence ne pouvait être établie «au-delà de tout doute raisonnable». Un rapport du NSW Maritime prouve que les causes de l’accident sont de mauvaises conditions météorologiques et une mauvaise compréhension de la situation par le commandant. À l’heure de l’accident, le commandant avait quitté la passerelle pour prendre son petit déjeuner. Le rapport dit que le commandant n’a pas réussi à réaliser l’impact des prévisions météorologiques à l’ancrage, même si des avertissements de vent avait été reçus dès le 3 juin 2007
Le 26 juillet 2007, le Pasha Bulker quitte le port de Newcastle pour le Japon en remorque du Koyo Maru.
En mars 2008, il est vendu à la compagnie Fukujin Kisen Ochi et est renommé Drake.

## Galerie

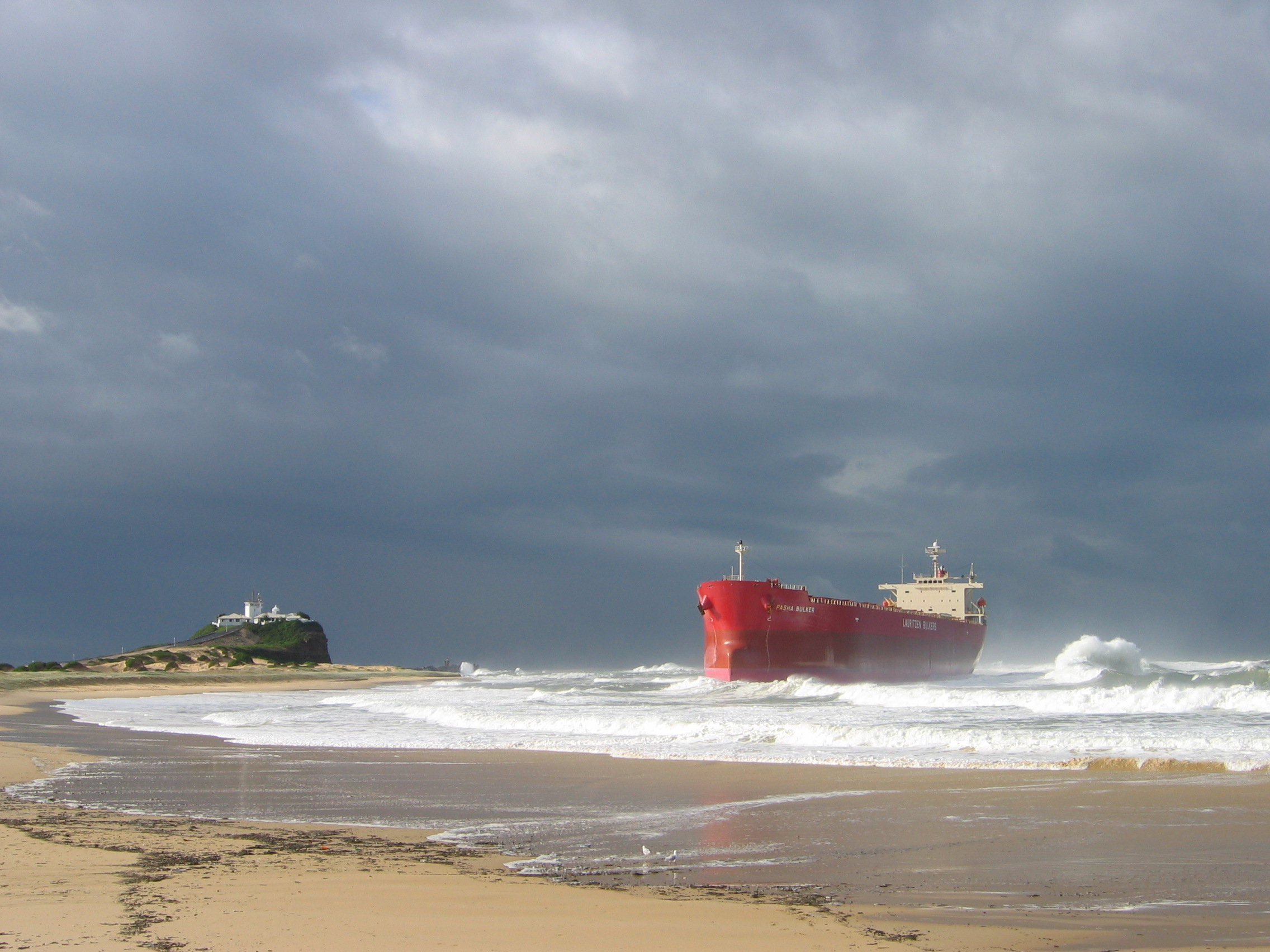
Le Pasha Bulker échoué le 9 juin 2007.
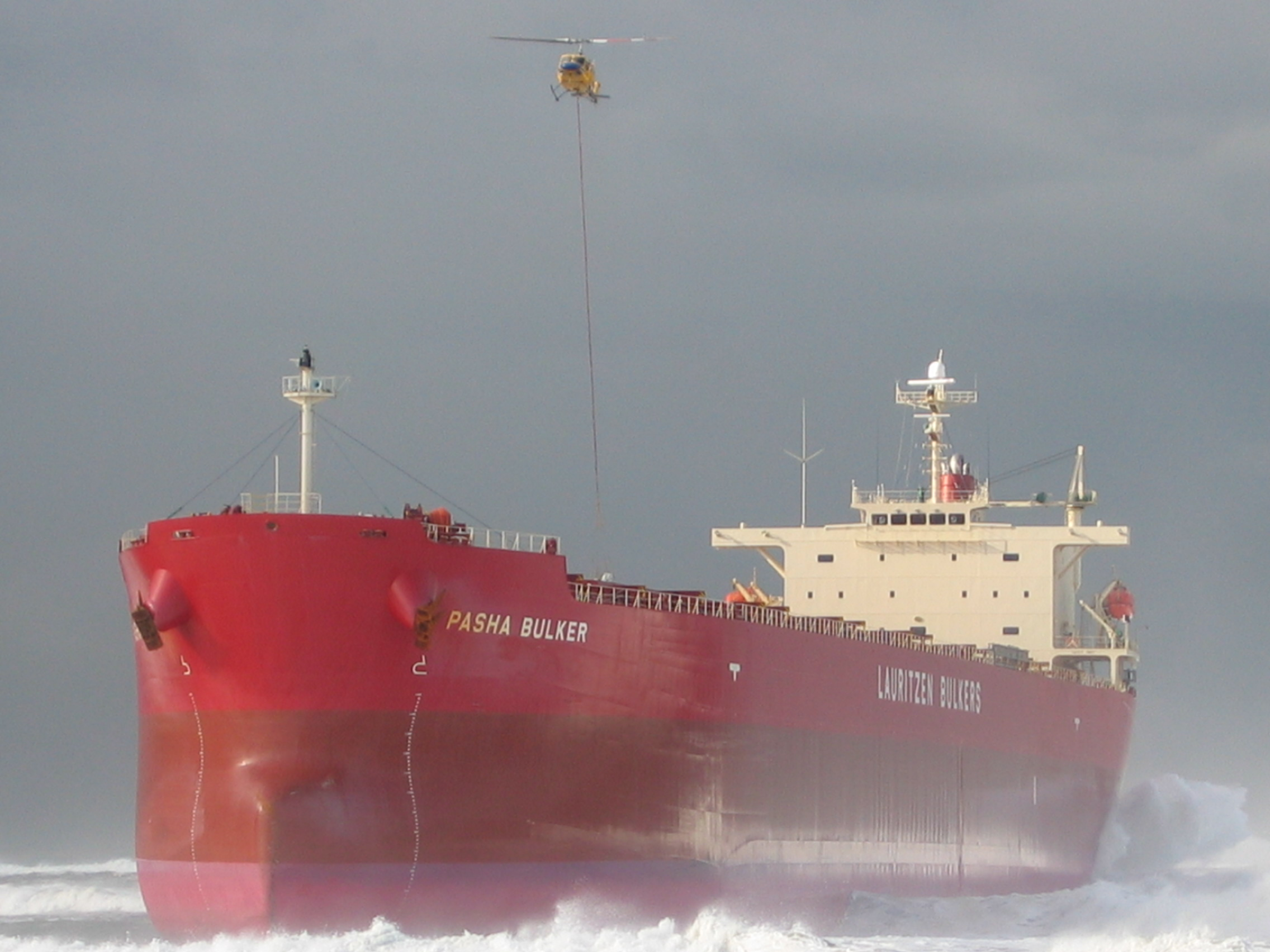
L’hélitreuillage de l’équipage du Pasha Bulker.
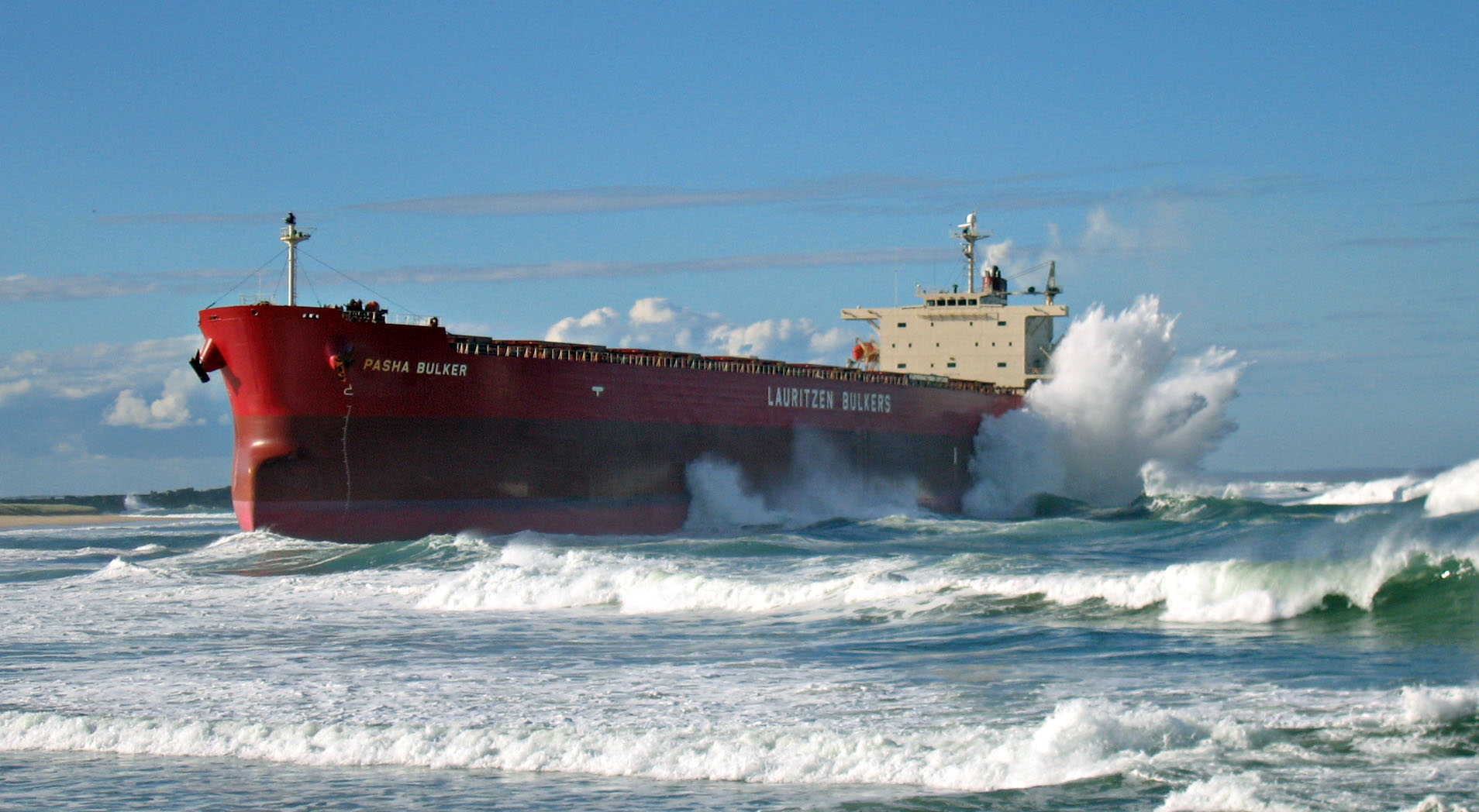
Le Pasha Bulker le 11 juin 2007.
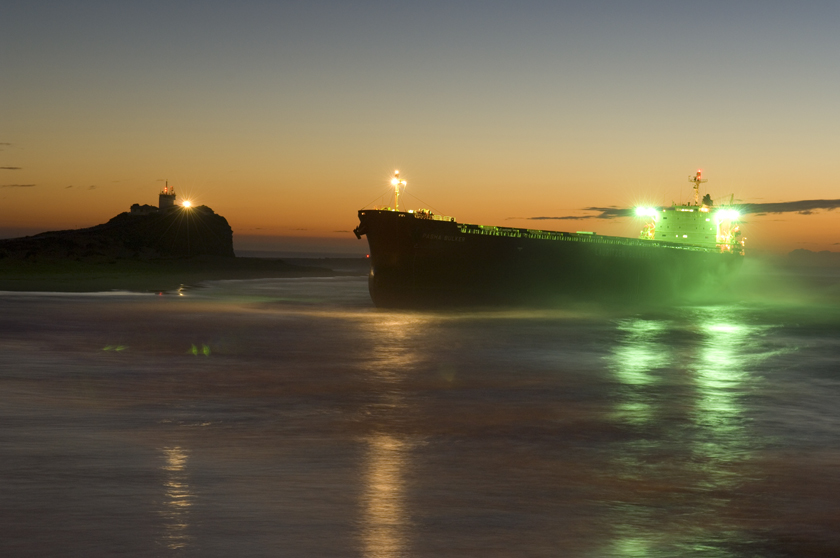
Le Pasha Bulker le 11 juin 2007.
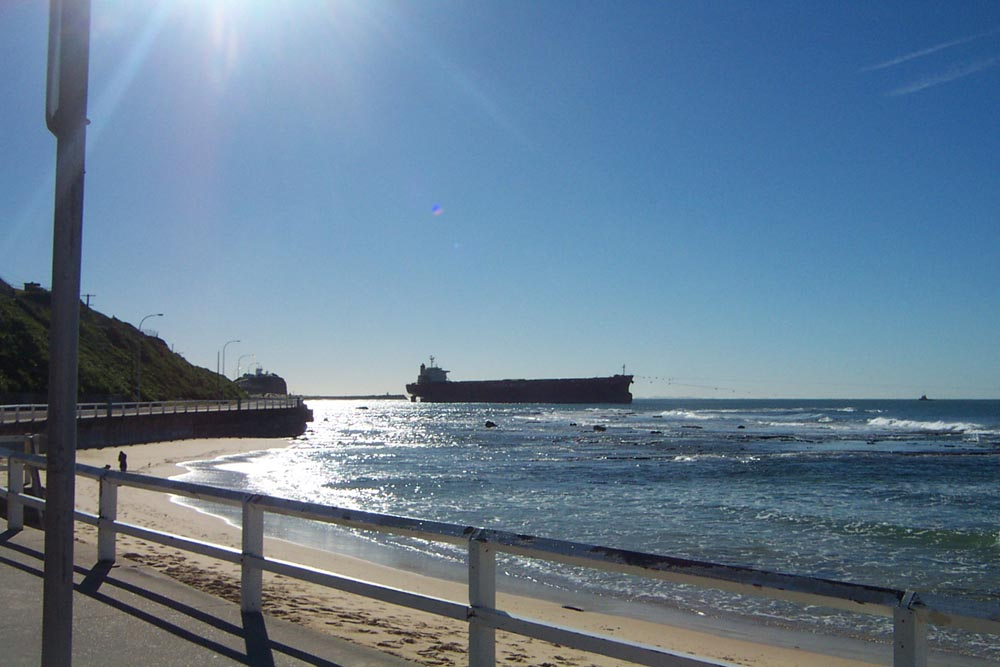
Le Pasha Bulker le 2 juillet 2007.